# Diodor Zonas
Diodor Zonas (en llatí Diodorus Zonas, en grec Διόδωρος Ζωνᾶς), també conegut com a Diodor el vell, va ser un retòric i epigramàtic grec nascut a Sardes. Es va destacar a la primera guerra de Mitridates (Mitridates VI Eupator) quan, acusat d'incitar a les ciutats a revoltar-se a favor del rei del Pont, va ser defensat per Estrabó i va ser absolt.
El seu fill, conegut com a Diodor el Jove (Diodoros, Διόδωρος), també va ser retòric i epigramàtic, i també nascut a Sardes. Era amic personal d'Estrabó que diu que va escriure obres d'història, lírica i altres poemes, en estil antic (τὴν ἀρχαίαν γραφὴν ἐμφαίνοντα ἱκανῶς).
Alguns epigrames de Diodor, pare i fill, estan inclosos a l'Antologia grega. Hi ha dificultats per saber quins són de Diodor el vell i quins de Diodor el jove, amb la dificultat afegida que hi ha un tercer Diodor, Diodor de Tars que també pot ser l'autor d'alguns dels epigrames.